# Oh, Ramona!
Oh, Ramona! ist ein rumänischer Film aus dem Jahr 2019 von Cristina Jacob und produziert von Zazu Film nach dem Roman Suck It, Ramona! von Andrei Ciobanu.
Der Film wurde am 14. Februar 2019 in Rumänien im Kino und am 1. Juni 2019 auf Netflix veröffentlicht.

## Handlung
Der 16-jährige Andrei verliebt sich in seine Mitschülerin Ramona. Als sich die beiden annähern, und er eine Beziehung vorschlägt, schreckt sie zurück und bricht den Kontakt ab. In seinem Urlaub verliebt er sich in die junge Hotelangestellte Anemona. Doch auch sie möchte keine Beziehung mit Andrei, da sie bereits einen Freund hat.

## Kritik
Juliane Reuther schreibt in der Zeitschrift NOIZZ, sie sei unschlüssig, ob sie den Film gut, schlecht oder geil finde und fasst dann zusammen: „Die Netflix-Neuheit ist eben genauso wie "Eis am Stiel" damals: Eine glorreiche Mischung aus subtilem Sexismus, notgeilen Teenagern und dummem Humor.“ Der Stern findet, der Netflix-Streifen glänze mit einer verwirrenden Storyline und schlechten Dialogen „In nur einer Stunde und 49 Minuten schafft dieser neue Netflix-Film so einiges: Frauen werden objektifiziert, homophobe Untertöne werden angeschlagen, Victim-Blaming und Fat-Shaming gibt's auch.“